# Nổ

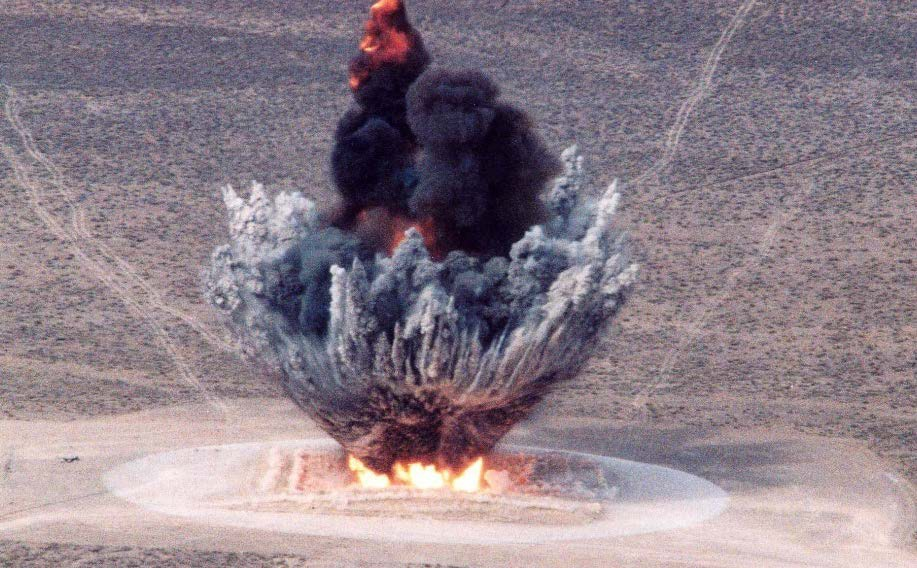
Phát nổ 16 tấn thuốc nổ.

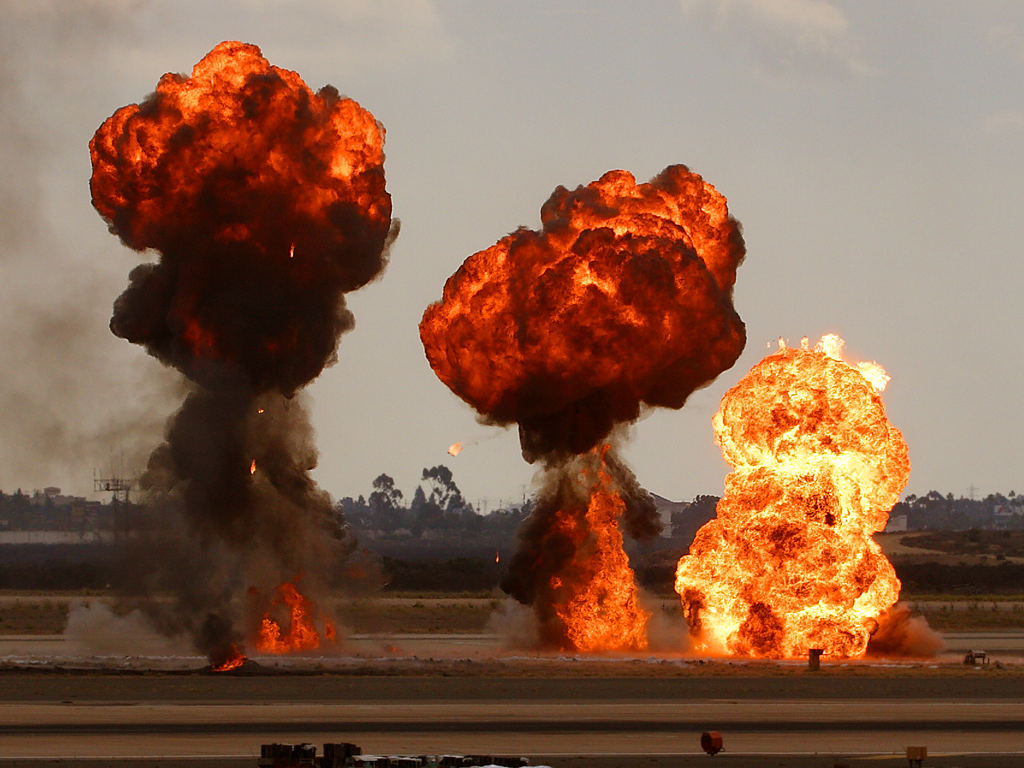
Vụ nổ xăng, mô phỏng giọt ném bom tại một triển lãm hàng không.

Vụ nổ là một quá trình tăng lên đột ngột của một loại vật chất thành thể tích lớn hơn rất nhiều lần thể tích ban đầu dẫn đến sự vượt áp, đồng thời giải phóng ra năng lượng lớn, kèm với xả ra lượng khí và nhiệt độ cao.
Sự đột ngột giải phóng năng lượng có thể được tạo thành từ việc đốt cháy, từ một quá trình cơ khí (ví dụ như Vụ Nổ Lớn) hay từ một quá trình phản ứng hóa học. Thông thường người ta chỉ đề cập đến vụ nổ theo khía cạnh là quá trình tạo bởi một chất nổ hóa học.

## Các hiệu ứng từ vụ nổ
1. Sóng xung kích.
Là sóng được tạo thành từ việc tăng lên về áp suất của vụ nổ đối với môi trường xung quanh. Sóng xung kích tác động lên các vật thể trong không khí, hoặc dưới mặt đất. Nó gồm 2 pha.
1.1. Pha áp suất dương.
1.2. Pha áp suất âm.
2. Sóng nổ.
Là sóng được tạo thành sau một vụ nổ và ở trong một chất nổ.
3. Sản phẩm nổ
Là sản phẩm được tạo thành từ vụ nổ bao gồm các mảnh văng, đất đá, không khí, nhiệt độ...

## Các loại vụ nổ
1. Nổ mạnh
Tốc độ nổ lớn hơn tốc độ âm thanh. Được tạo thành từ các chất nổ mạnh.
2. Nổ yếu
Tốc độ nổ nhỏ hơn tốc độ âm thanh. Loại nổ này được tạo thành từ các chất nổ yếu như thuốc nổ đen, sử dụng trong các ống liều, khi nổ tạo áp xuất đẩy đạn đi.
3. Cháy
Loại nổ này được tạo thành từ các loại thuốc phóng. Thông thường chỉ là sự cháy tạo nên áp xuất và nhiệt độ, không có sóng nổ.

## Xem Thêm
- Chất nổ
- Thuốc nổ